# Gare de Jarrie – Vizille
Gare de Jarrie - Vizille – stacja kolejowa w Jarrie, w departamencie Isère, w regionie Owernia-Rodan-Alpy, we Francji. Obsługuje również pobliskie miasto Vizille.
Jest zarządzana przez Société nationale des chemins de fer français (SNCF) i obsługiwana przez pociągi TER Rhône-Alpes.

## Położenie
Znajduje się na linii Lyon – Marsylia, w km 143,967, na wysokości 271 m n.p.m.

## Linie kolejowe
- Lyon – Marsylia